# 波亚尔科沃村委员会
波亚尔科沃村委员会（俄语：Поярковский сельсовет）是俄罗斯联邦阿穆尔州米哈伊洛夫卡区所属的一个村委员会。其下辖有1个居民点，行政中心为波亚尔科沃。据2016年统计，该村委员会的人口为6985人。